# Vier Tageszeiten

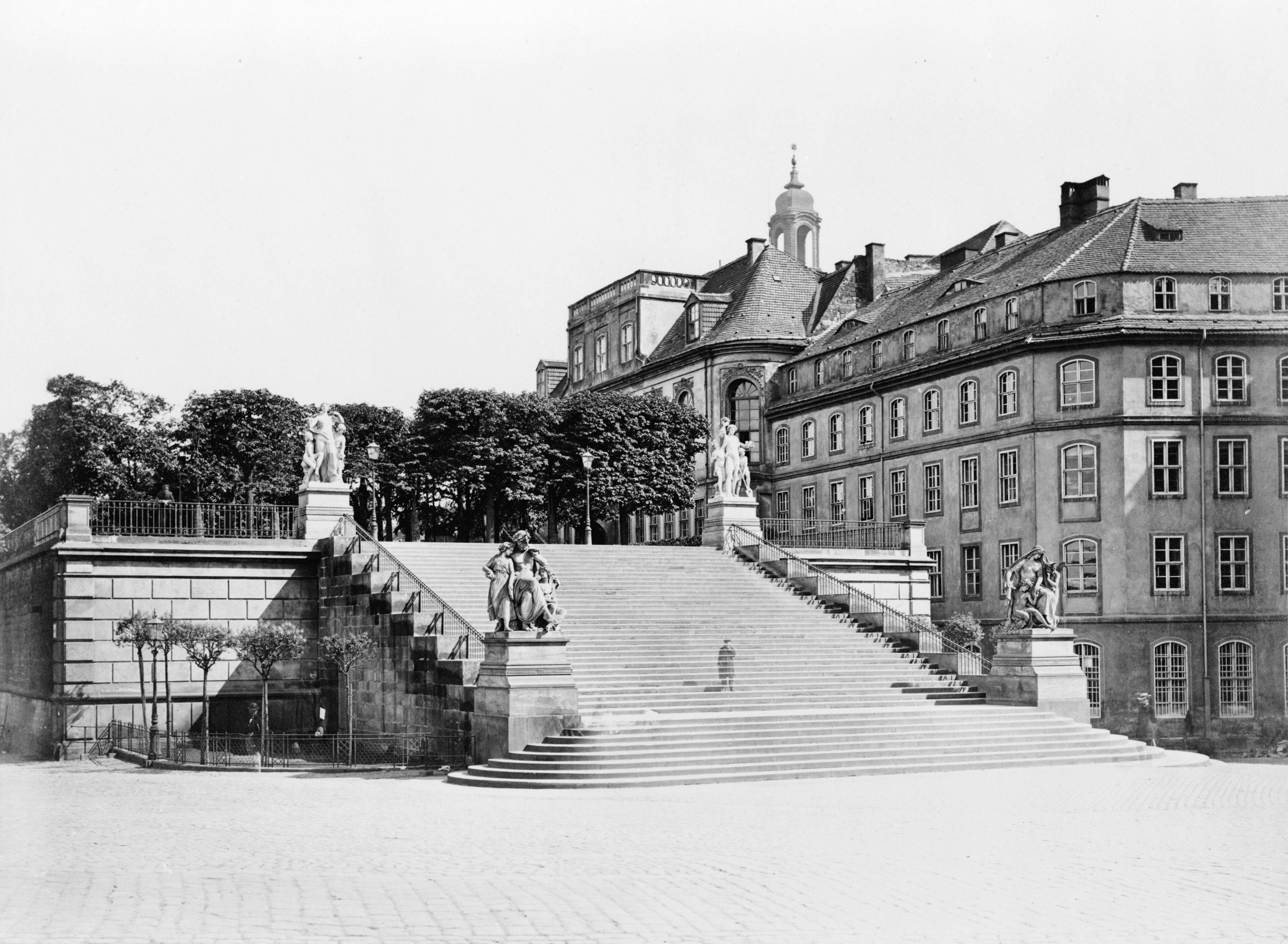
Aufgang zur Brühlschen Terrasse mit den vier Skulpturen; rechts daneben noch das Brühlsche Palais (zwischen 1860 und 1890)

Die „Vier Tageszeiten“ sind vier von Johannes Schilling für den nördlichen Aufgang der Brühlschen Terrasse in Dresden entworfene Figurengruppen. Von links nach rechts betrachtet, wurden 1868 unten an dieser Freitreppe die allegorischen Verkörperungen von „Abend“ und „Nacht“ und oben 1871 von „Morgen“ und „Mittag“ aufgestellt. Die Originale standen bis 1908 hier; 1936 wurden sie nach Chemnitz gebracht und im Park am Schloßteich aufgestellt. In Dresden wurden die Figurengruppen durch Bronzeabgüsse ersetzt.

## Vorgeschichte und Ausführung

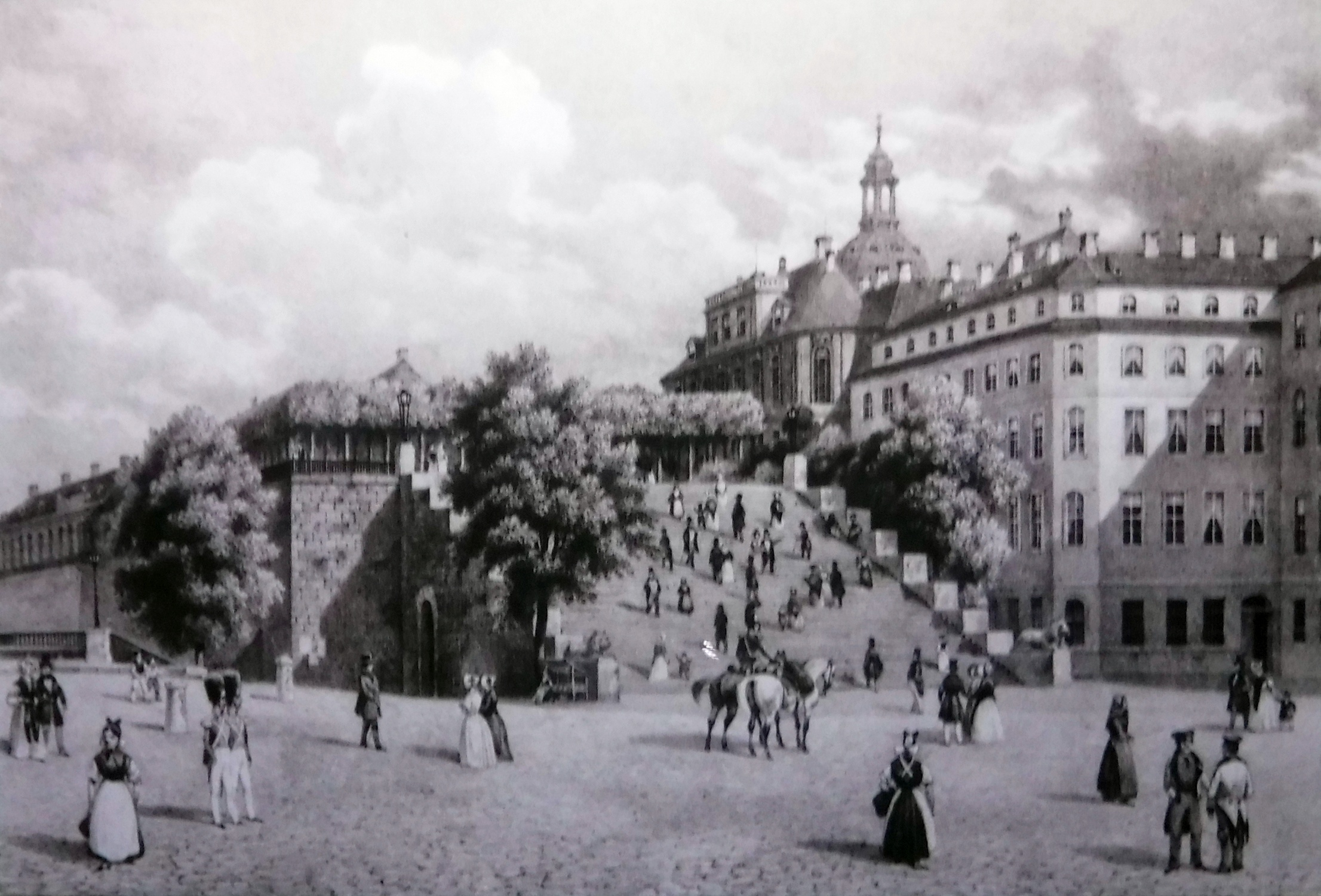
Freitreppe mit Löwen aus Sandstein von Christian Gottlieb Kühn (1845)

Ein 1860 ausgeschriebener Wettbewerb für die Neugestaltung der Freitreppe sollte zwei am Treppenaufgang aufgestellte Löwen aus Sandstein von Christian Gottlieb Kühn ersetzen. Diese befinden sich heute am südlichen Ende der Querallee des Großen Gartens. Als Vorgabe für die Ausgestaltung der vier Figuren standen die Themen Tageszeiten, Jahreszeiten, Kunst, Poesie, Handel und Poesie sowie Kunst und Natur mit zwei Friedensgöttinnen zur Auswahl.
Mit seinen Entwürfen der vier Tageszeiten, für die Schilling auf der Wiener Kunstausstellung 1869 den ersten Preis bekam, gewann er den Wettbewerb. Er erhielt den Auftrag nach einem Wettbewerb von sieben Künstlern, wobei König Johann die Empfehlung gab, statt des Siegerpreises, die zweitplatzierten „Vier Tageszeiten“ ausführen zu lassen. Nach nochmaliger Überarbeitung wurden die Entwürfe 1862 genehmigt. Der Bildhauer Franz Schwarz führte das Werk aus.
Vom Schloßplatz aus gesehen befinden sich seit 1868, von links nach rechts gesehen, unten die allegorischen Darstellungen „Abend“ und „Nacht“ und oben seit 1871 „Morgen“ und „Mittag“.
Bronzeabgüsse ersetzen seit 1908 die vier ursprünglichen Sandsteinfiguren. Witterungseinflüsse machten diesen Austausch notwendig. Der Versuch einer Vergoldung wurde 1883 unternommen, schlug jedoch fehl, so dass der Entschluss 1905 gefasst wurde, sie durch Bronzeabgüsse zu ersetzen.

## Geschichte des Verbleibs der Originale in Chemnitz

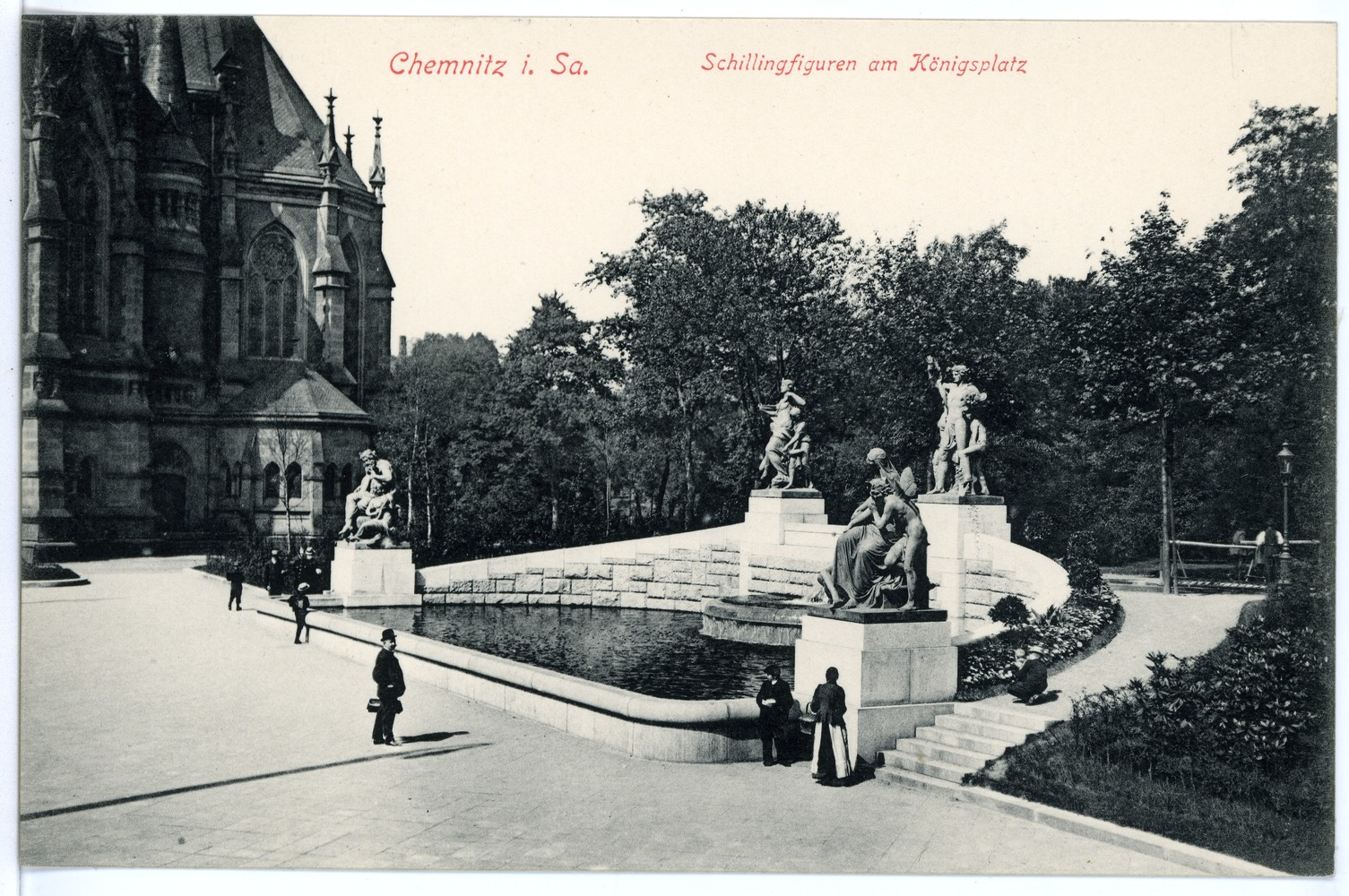
Schillingfiguren am Königsplatz in Chemnitz

Im Jahr 1898 wurden die Originale von König Albert der Stadt Chemnitz geschenkt und zehn Jahre später, 1908, kamen sie dort an, wo sie zunächst vor der Petrikirche die Treppe zwischen Theaterplatz und Schillerpark zierten. 1928 mussten sie dem Neubau des Hotels Chemnitzer Hof weichen und wurden 1936 am Aufgang vor der Brunnenanlage im Chemnitzer Schlossteichpark wieder aufgestellt (50° 50′ 24″ N, 12° 54′ 39″ O).
Von September 2010 bis Oktober 2011 waren die Figuren wegen Restaurierungsarbeiten verhüllt. Dabei wurden der Sandstein entsalzen und durch Vandalismus zerstörte Teile erneuert. Über die Wintermonate werden in Chemnitz die Sandsteinfiguren mittlerweile durch Glashüllen vor der Witterung geschützt.
Zwischen August und November 2017 wurden die Figuren einer weiteren Restaurierung unterzogen, bei welcher sie in Handarbeit von Umweltablagerungen und Graffiti gereinigt wurden. Außerdem wurden Risse, Abbröckelungen und andere Beschädigungen, die teilweise auch durch Vandalismus entstanden, ausgebessert. Abschließend wurde, in Abstimmung mit der Denkmalschutzbehörde, eine Farbe aus Silikonharz aufgetragen, die frisch bearbeitetem, sächsischen Sandstein nachempfunden wurde und den Verfall der Figuren verhindern soll.

## Vier Figurengruppen
Die Tageszeiten werden von Schilling durch Figurengruppen symbolisiert. Diese bestehen aus einer Hauptfigur, die im Wechsel weiblich oder männlich ist, und jeweils zwei begleitenden Kindern als Assistenzfiguren. Die oberen Figuren sind stehend dargestellt und mit durchschaubaren Hohlräumen aufgelöst, die unteren sitzen und sind eher blockhaft zusammengefasst.

Die Dresdner Figurengruppen
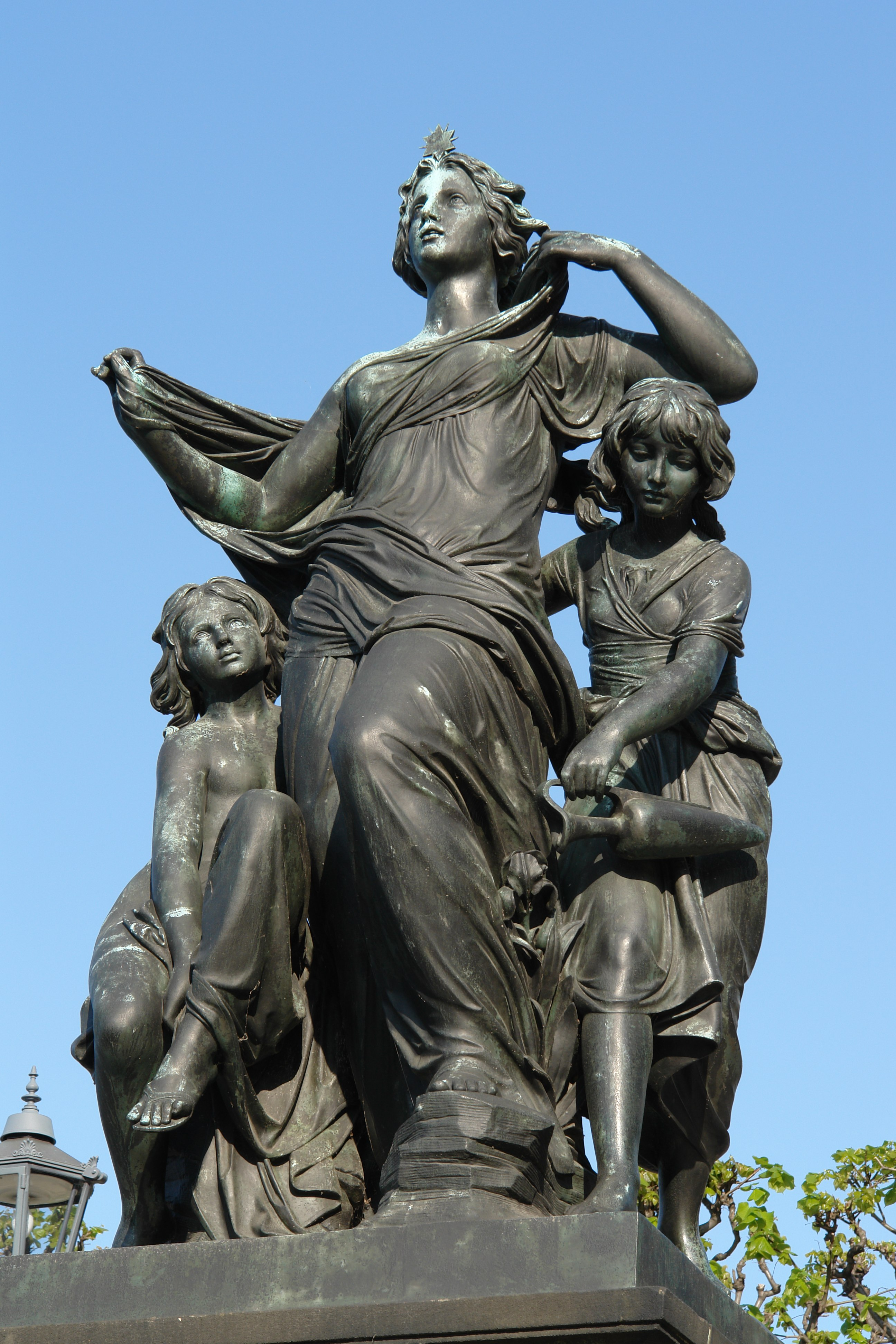
Der „Morgen“
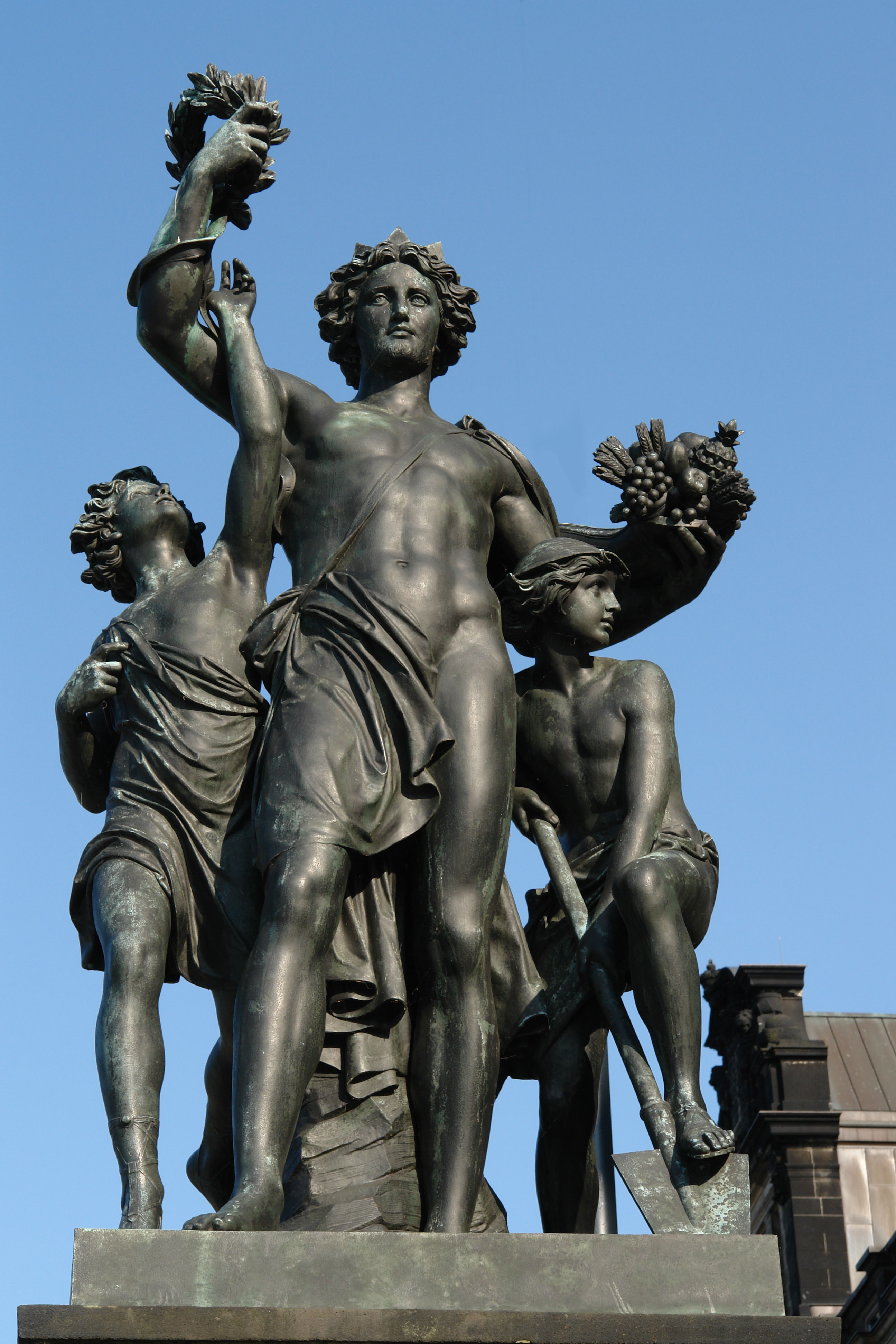
Der „Mittag“
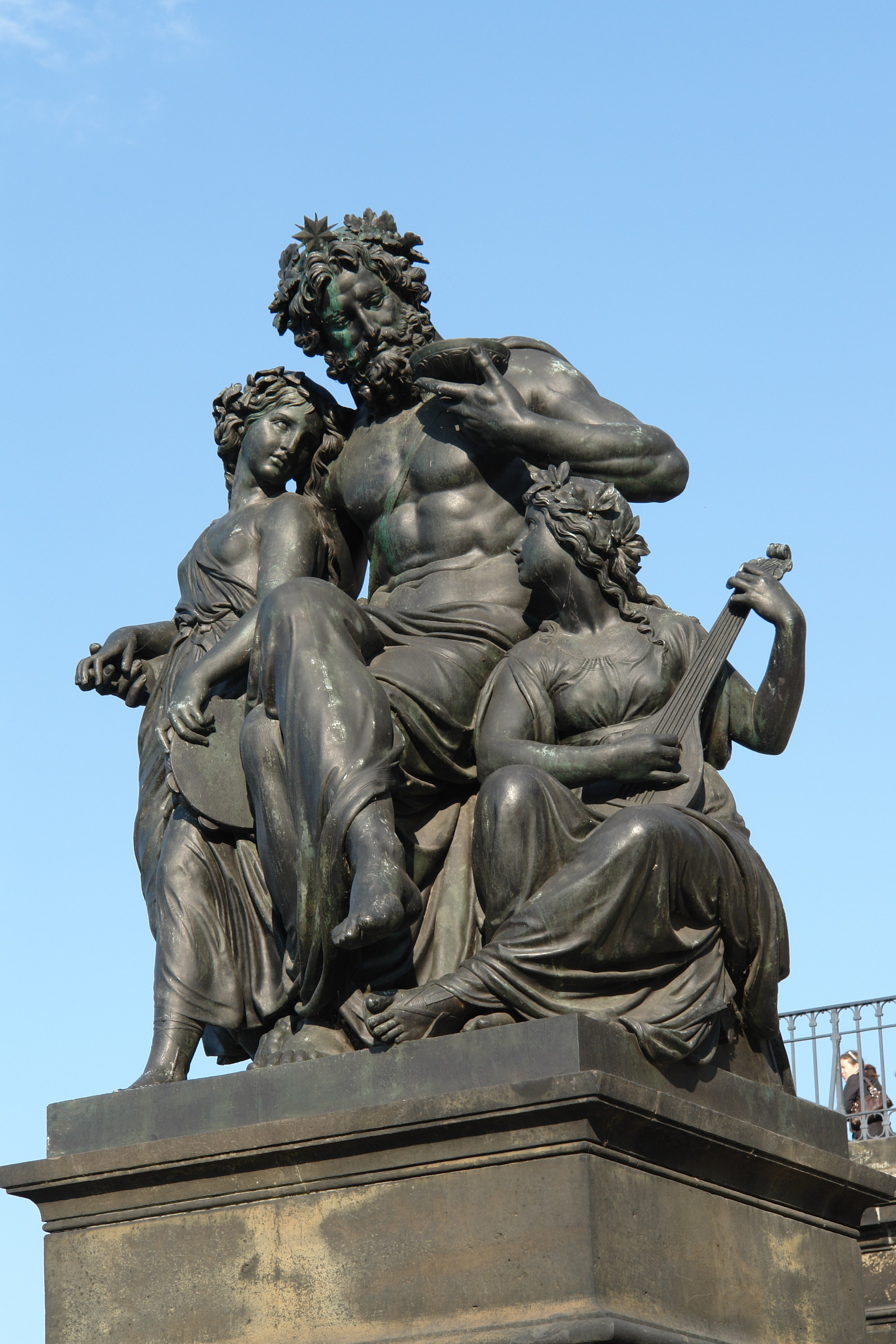
Der „Abend“
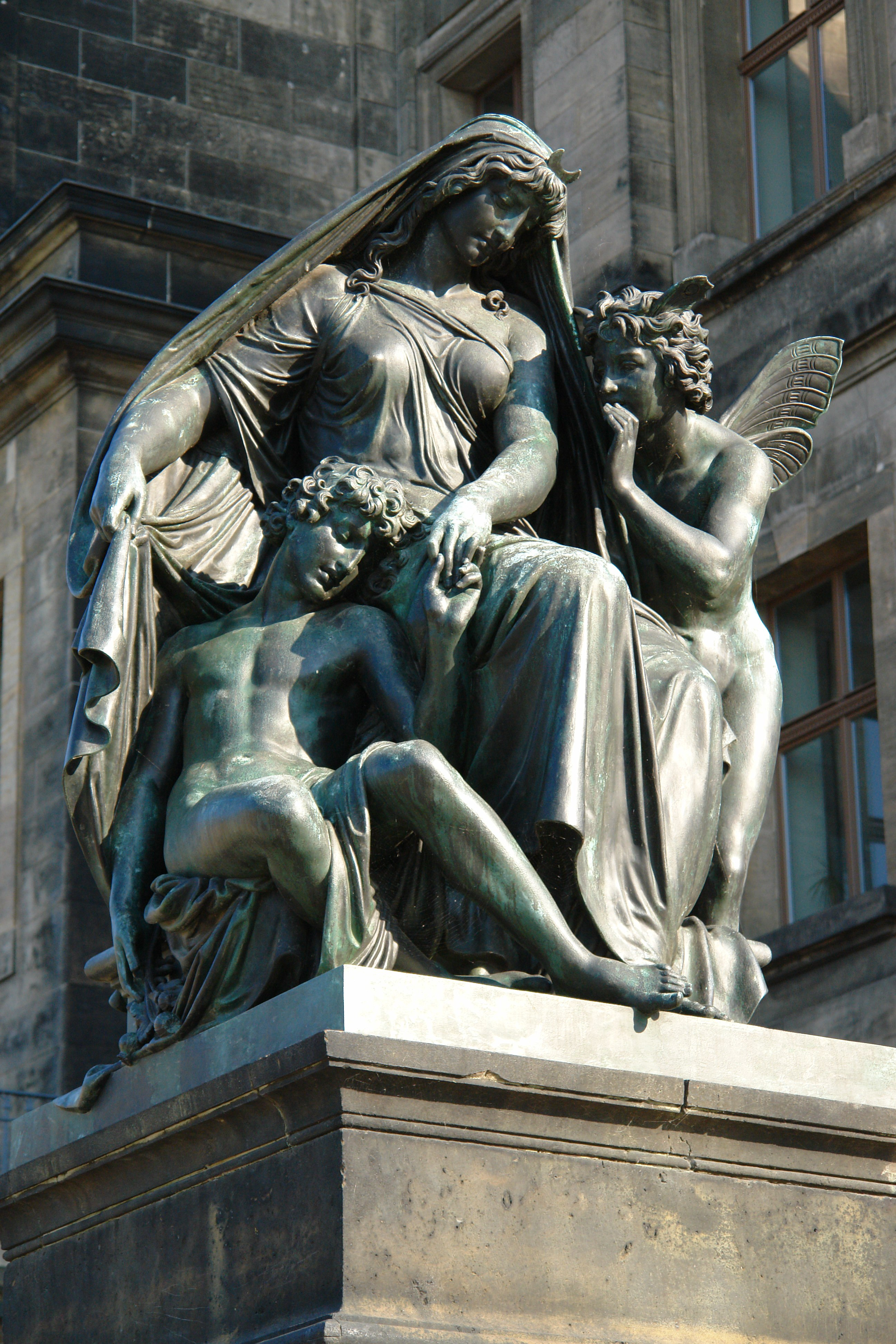
Die „Nacht“

Die Chemnitzer Figurengruppen (ehemalige Dresdner Originale)
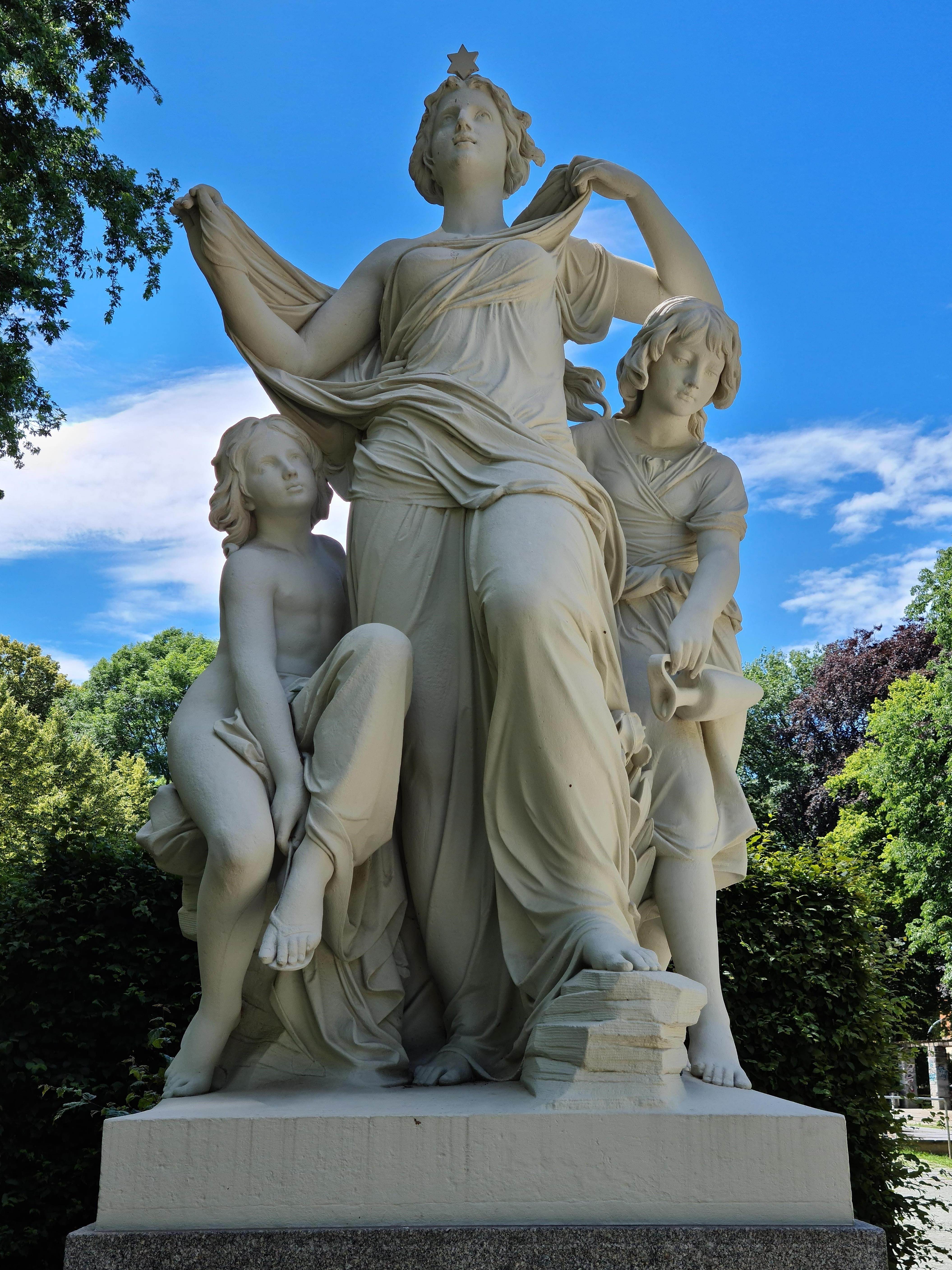
Der „Morgen“
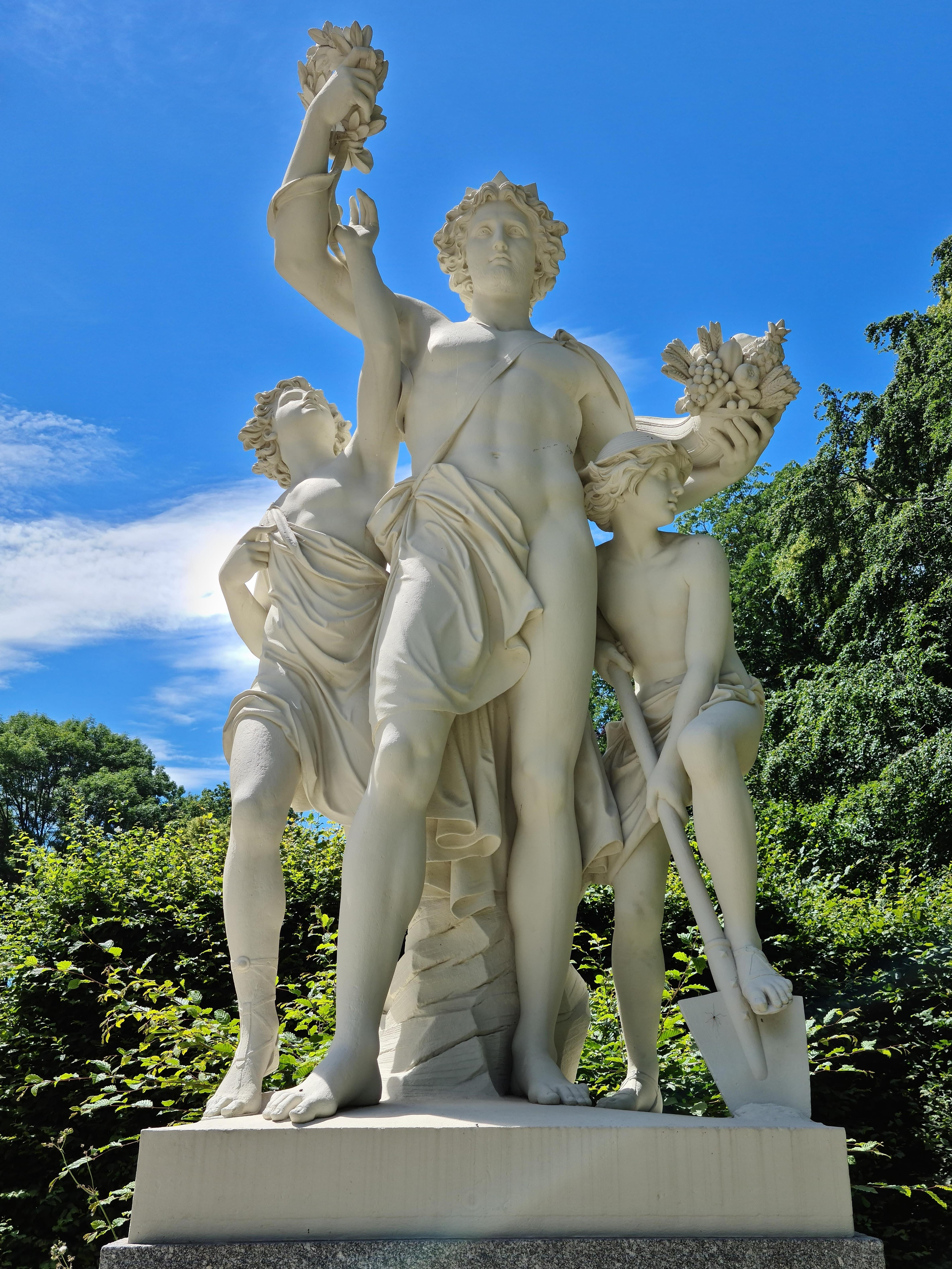
Der „Mittag“
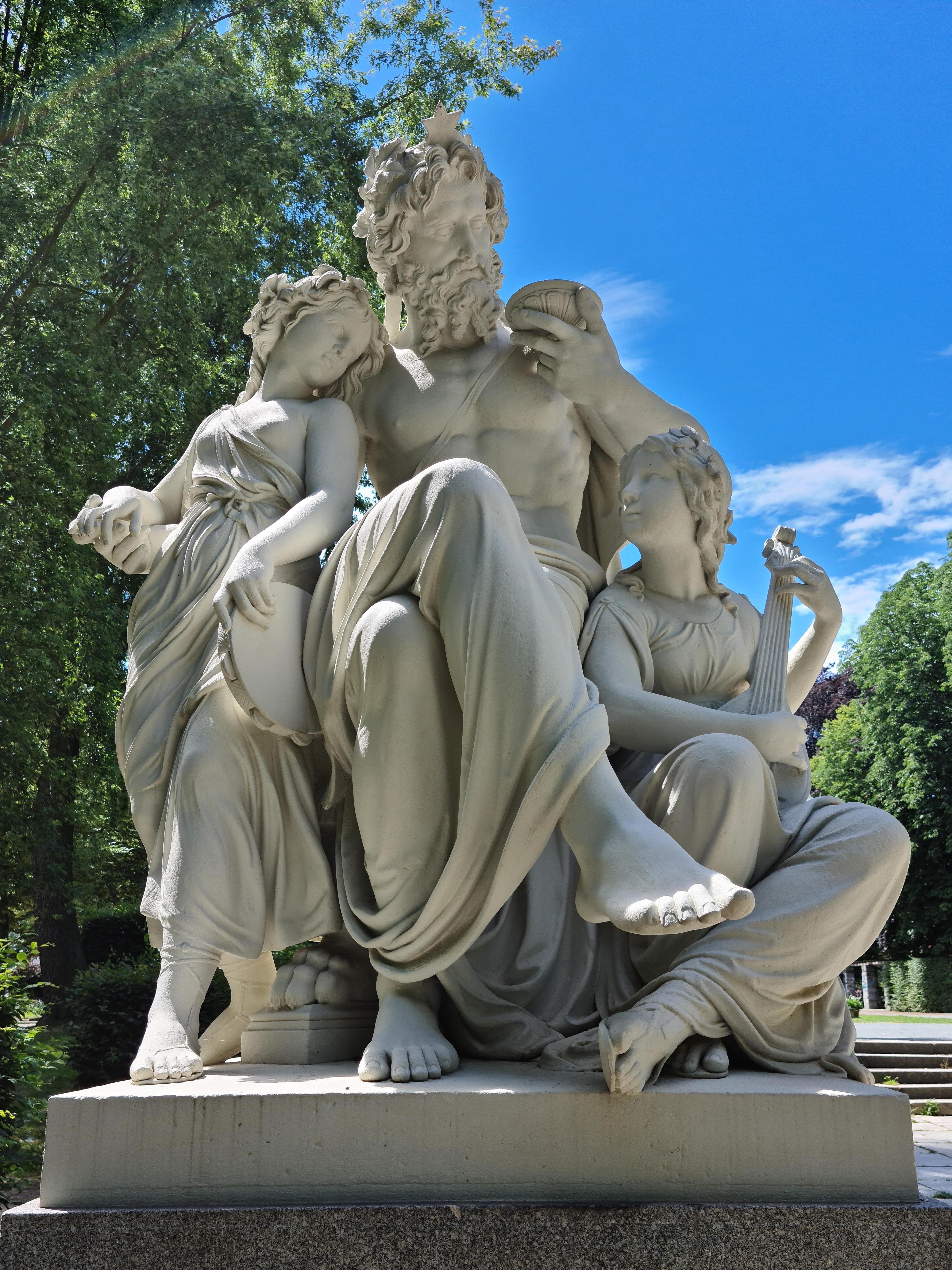
Der „Abend“
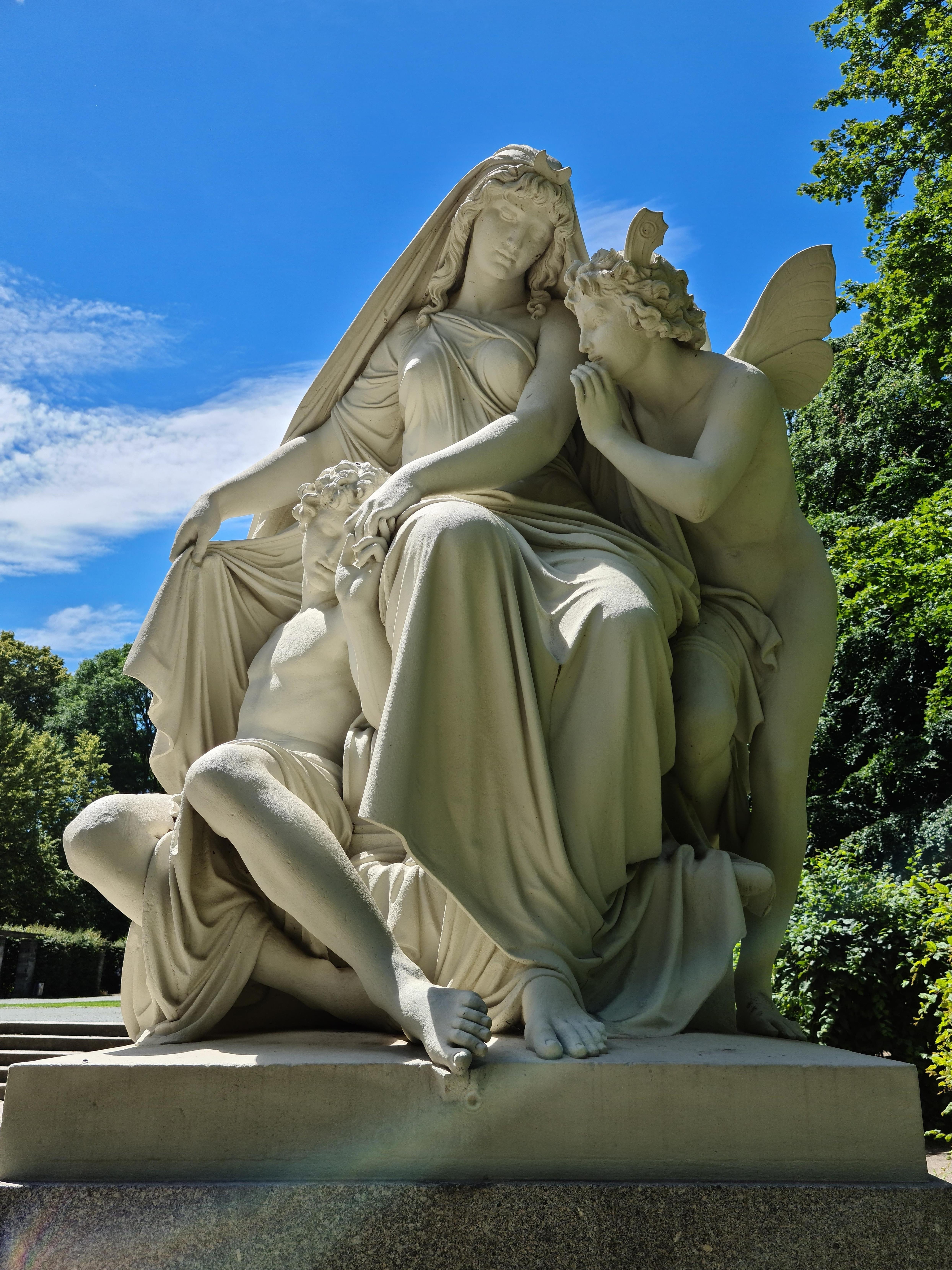
Die „Nacht“

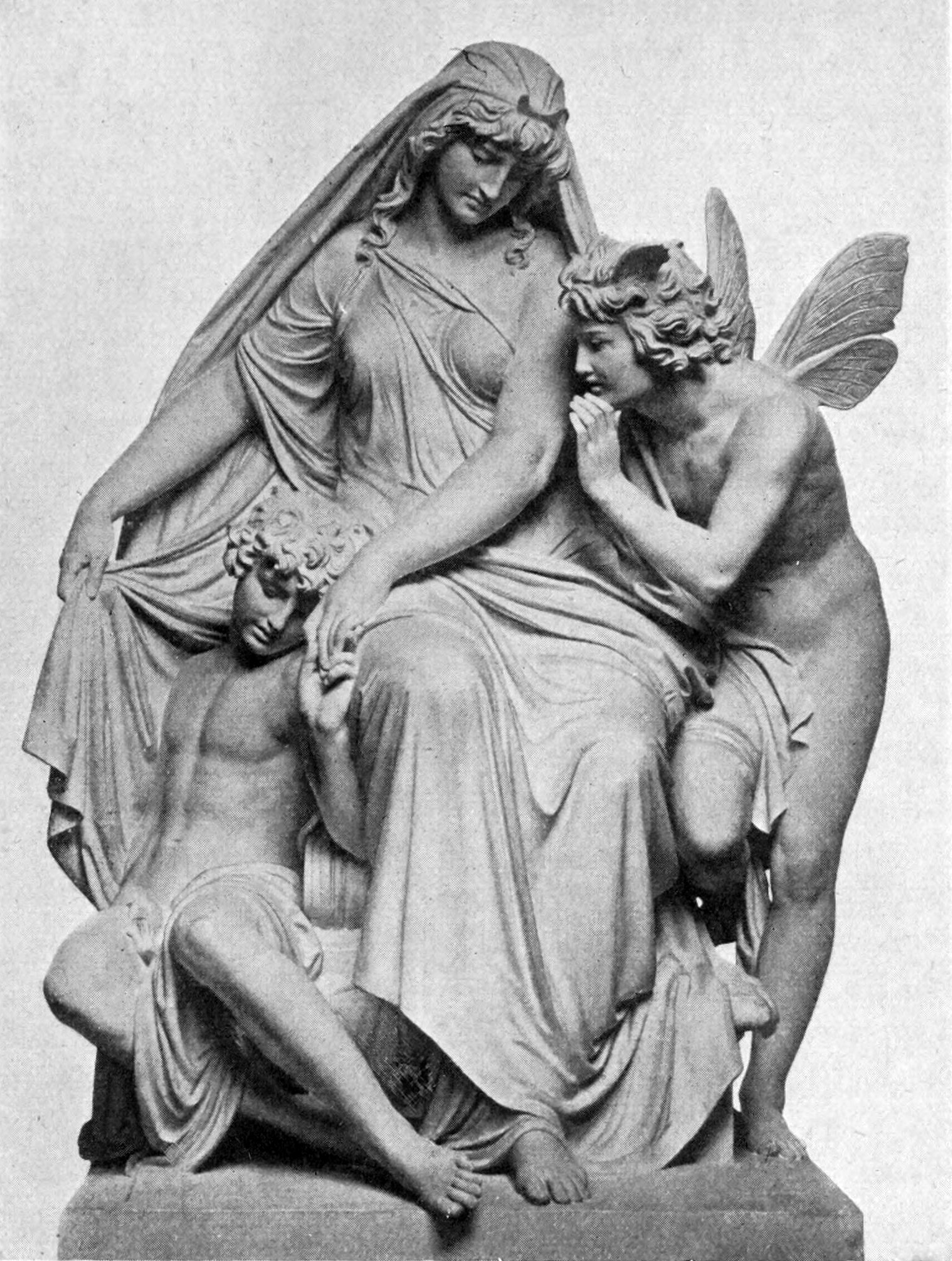
Die Nacht (Anfang des 20. Jahrhunderts)

Der „Morgen“ mit Erwachen und Morgentau
Die erste Gruppe, auf der obersten Stufe der berühmten Terrassentreppe stehend, stellt den „Morgen“ dar. Es ist vor allem eine frische, herrliche Frauengestalt zu erblicken, in ihrem Haar erglänzt der Morgenstern. Sie lüftet vom Schlafe gestärkt, das Gewand und atmet auf, freudig das Tagwerk aufs Neue beginnen zu können. Ihr steht ein Mädchen zur Seite, welches eben auch erwacht, die Sandale an ihrem Fuß befestigt und zur anderen Seite ein zweites, welches aus einem Taukrüglein die Blumen tränkt.
Der „Mittag“ mit Arbeit und Streben
Die zweite Gruppe, ebenfalls den oberen Abschluss der Treppe zierend, stellt den „Mittag“ dar. Eine Mannesgestalt, das Haupt mit einer Strahlenkrone geschmückt, hält mit der Rechten den Ruhmeskranz empor. Ein Jüngling erhebt die Hand nach demselben, das Streben nach Ruhm andeutend, während daneben eine Knabengestalt, mit dem Spaten arbeitend, das schlichte Schaffen am Tage verdeutlicht.
Der „Abend“ mit Musik und Tanz
Am Fuße der Treppe erheben sich die herrlichen Figuren der Gruppe Abend und Nacht. Der „Abend“ ist dargestellt durch eine kräftige Mannesgestalt, die nach vollendetem Tagewerke sich dem behaglichen Genusse überlässt, dabei dem Saitenspiel des ihm zu Füßen ruhenden Mädchen lauscht, während ein zweites, ein Tamburin in der Hand, sich zum Tanze anschickt.
Die „Nacht“ mit Schlaf (Hypnos) und Traum (Morpheus)
Von noch größerer Schönheit ist die „Nacht“. Sie ist als Frauengestalt gedacht. Die Mondsichel über der Stirn sitzt sie da, schützend ihr Gewand um einen im Schlaf gesunkenen Knaben legend, während der geflügelte Morpheus dem Schlummernden süße Träume zuflüstert.